# План Медведев-Саркози
Планът Медведев-Саркози е план за прекратяване на Руско-грузинската война от 2008 г., приет на срещата на президентите на Русия и Франция Дмитрий Медведев и Никола Саркози по време на преговорите в Москва на 12 август 2008 г.. На 14 август планът е подписан в Кремъл от президентите на признатите само от Русия държави Абхазия и Южна Осетия на среща с Медведев, на 15 август – от президента на Грузия Михаил Саакашвили, а на 16 август – и от самия Медведев..
На 8 септември 2008 г., след многочасови преговори между Медведев и Саркози, Планът Медведев-Саркози е видоизменен – обявено е незабавно влизане в действие на допълнителни точки. Рано сутринта на 9 септември измененият план е подписан от президента на Грузия Саакашвили.
На 13 февруари 2009 г. Съвета за сигурност на ООН приема резолюция, в която приветства споразумението от 6 точки от 12 август 2008 г. и последващите мерки за неговото осъществяване от 8 септември 2008 г.

## Заявление за неизпълнение условията на договора
След подписване на документа се чуват обвинения за нарушаване изпълнението на условията на плана от страна на Русия.
В интервю за Би-би-си прес-секретарят на Министерството на външните работи на Франция Ерик Шевалие казва: „Идеята се състои в това, че част от руските омиротворителни сили е могла временно да остане на границата с Осетия, но временно, само за патрулиране и само дотогава, докато не се появи международен механизъм“.
„Ясно беше казано, че, първо, [руското] присъствие трябва да бъде под формата на патрулиране, никакво стационарно присъствие, второ, то не трябва да оказва влияние на свободното придвижване по пътищата и по железопътните линии по тези места“ – разяснява позицията на Париж Ерик Шевалие.
Русия, на свой ред, заявява за неспазване условията на договора от страна на Грузия.
На 8 септември 2008 г. е публикувана информация за това, че разногласията в трактовката по повод изпълнението на условията на мирното споразумение са се появили поради неточен превод: оригиналът на документа е подписан на френски език и впоследствие преведен на руски и английски език. В руския текст се говори за сигурност „за Южна Осетия и Абхазия“, в същото време във френската и английската версия става въпрос за сигурност „в“ тези републики..

## Допълнителни точки, подписани на 8 септември
На 8 септември френският президент, съпроводен от представители на ЕС, пристига в Подмосковието за среща с Дмитрий Медведев. Той заявява, че срещата е много важна за въпросите на мира и стабилността: „през това време станаха важни събития, в частност Русия призна независимостта на Южна Осетия и Абхазия“.
Централна тема на дискусиите на президентите е въпросът за изпълнението от страните на „плана Медведев – Саркози“.

Задачата на Никола Саркози на тази среща е да получи от Москва гаранции за пълното извеждане на руските войски, останали на територията на Грузия в съответствие с точка номер 4 от плана за мирно регулиране. В този момент руските военни продължават да остават, например в град Поти, който се намира на значително разстояние от зоната на грузинско-осетинския конфликт. И този факт предизвиква определено безпокойство в Европа.
Заедно с Никола Саркози в Москва пристига и председателят на Еврокомисията Жозе Мануел Барозу, а също и Хавиер Солана – главен представител на ЕС по въпросите на външната политика и политиката за сигурност. За такъв състав на делегацията настоява САЩ на срещата на върха на НАТО, състояла се на 10 октомври. САЩ съвсем не са заинтересовани от факта, че Никола Саркози получава статут на единствен миротворец в Кавказ и с това увеличава своето влияние.

За пореден път на срещата е обявено, че ЕС е готов и по-нататък да съдейства за разрешаване на конфликта. Обсъждат се също различни международни механизми за обезпечаване на сигурността в зоните на конфликта.

Никола Саркози дори предава на Дмитрий Медведев писмо от Михаил Саакашвили, което съдържа задължение да не се употребява сила в Абхазия и Осетия.
Принципното несъгласие, обаче, между позициите на двете страни извиква въпроса за признаване независимостта на Абхазия и Южна Осетия. Пристигналата в Москва делегация за пореден път подчертава, че Европа категорично не е съгласна с това решение.
В резултат на срещата се изработват три нови точки, допълващи плана за мирно регулиране от 12 август. Първата от тези допълнителни точки се отнася до реда за извеждане на въоръжените сили на линията, предшестваща началото на бойните действия. Международните механизми за наблюдение са разгледани във втората точка. Според нейните условия международните мисии на ООН и ОССЕ ще продължат своята дейност, а също ще бъде разгърната нова наблюдателна мисия на ЕС, който се задължил до 1 октомври да започне мисия с 200 наблюдатели. Третата точка касае датата за началото на международни дискусии по конфликта. Те са определени за 15 октомври.
На пресконеференцията след приключване на срещата, Дмитрий Медведев още веднъж подчертава, че той високо цени посредническите усилия, които предприемат съвместно Европейския съюз и лично Никола Саркози.

Саркози не успява да постигне това, международните наблюдатели да бъдат допуснати на територията на Абхазия и Южна Осетия. Както заявява в интервю за френския вестник „Фигаро“ В. В.Путин, такава договореност не е постигната, тъй като „Русия, признавайки тези държави за самостоятелни, не е в правото да решава каквото и да е за тях и за наблюдателите трябва да се разговаря с правителствата на тези държави“.
След срещата с руския президент Никола Саркози, все така съпровождан от Хавиер Солана и Жозе Мануел Барозу, заминава за Тбилиси, където са договорени допълнителни точки, подписани в Москва. След края на срещата се провежда пресконеференция, на която Михаил Саакашвили отбелязва, че договореността за изтегляне на руските войски – това е значителна крачка напред.
Коментаторите отбелязват различието в трактовката на изменената редакция на Плана в Москва и в Тбилиси. Измененият План, предоставящ прекалени отстъпки на Москва, е наречен „неприемлив“ от Генералния секретар на НАТО Яп де Хоп Схефер в интервю за Financial Times в материал от 15 септември 2008 г..